# 青海湖农场
青海湖农场，是中华人民共和国青海省海北藏族自治州刚察县下辖的一个乡镇级行政单位。

## 行政区划
青海湖农场下辖以下地区：
场部、一分场、二分场、三分场和四分场。